# Bergtjärnen (Degerfors socken, Västerbotten, 715783-167209)
Bergtjärnen är en sjö i Vindelns kommun i Västerbotten och ingår i Umeälvens huvudavrinningsområde.